# Fontaine de l'Éperon
La fontaine de l'Éperon (fontana dello Sprone) est située à Florence, entre la Via dello Sprone et Borgo San Jacopo, dans un angle étroit sous une terrasse privée de la Casa dei Frescobaldi. C'est l'une des fontaines publiques les plus célèbres et les plus élégantes de la ville, parmi les plus belles du quartier de l'Oltrarno.
Le mot éperon (sprone en italien) se réfère à un angle en saillie entre deux rues, qui fait que le bâtiment qui l'inclut a une forme à base trapézoïdale. Il y en a plusieurs de ce type à Florence, comme celle qui a été réalisée par Fancelli sur la Piazza del Grano.

## Histoire et description
L'éperon, en pierre, est décoré d'un bouclier avec les armes des Médicis et d'une fontaine avec un bassin en forme de coquille avec un jet qui sort d'un mascaron, d'un style maniériste tardif, à tel point qu'il a longtemps été considéré comme l'œuvre de Bernardo Buontalenti. L'emplacement de l'élément remonte alors à 1608, dans le cadre des aménagements mis en place pour le mariage de Côme II de Médicis et de Marie-Madeleine d'Autriche, comme les statues placées aux quatre coins du pont Santa Trinita.
On suppose aujourd'hui que la fontaine a été érigée à la fin des travaux de l'aqueduc commandé par Ferdinand II, en 1638-1639, et qu'elle a été exécutée par le sculpteur Francesco Generini.
Au début du XIXe siècle, la fontaine — alors connue surtout sous le nom de Fontanello dello Sprone ou Fontana della Nicchia — a été restaurée par Giuseppe Del Rosso. Elle a connu une autre restauration en 1944 après des dommages dus à la guerre.
Composée d'un mascaron qui projette de l'eau dans un bassin en forme de coquille, la fontaine est caractérisée par de grandes et élégantes spirales sur le bord. L'eau descend ensuite dans un bassin en contrebas permettant de la collecter et de l'évacuer.